# 自貢市
自貢市（じこう-し）は中華人民共和国四川省に位置する地級市。
四川省の重要な工業基地の一つでもある。特に中国の「三線」政策により内陸のこの地に化学工業が集積した。また、古代よりこの地で産出される「井塩」という塩は貴重なものとして各地へ売られ、製塩業や塩の売買、塩に関係する工業で財をなした富裕な商人が多く住んだ。近代的な製塩技術が導入されるまでは、製塩と塩取引で栄える自貢は中国でも豊かな都市の一つであった。

## 地理
自貢市は四川盆地南部の丘陵部にある。東に瀘州市、西に楽山市、南に宜賓市、北に内江市と接する。
市域は東西は119.6km、南北は97.2kmにわたり広がり、面積は4,373平方km、うち市区面積は812.6平方km。市域内は低い起伏の多い丘陵地帯が大半で、地勢は北西から東南へ傾斜し、海抜は250mから500mの間。市街地は海抜280mから400mにかけ広がる。
市内の主要河川は長江水系に属し、また沱江の下流部分のうち127kmが市域内を流れる。市街地を流れる川の釜渓河は沱江の主要な支流で、その上流では旭水河や威遠河が合流しており、流域面積は合計3,490平方kmに達する。また市の西では越渓河が北から南に流れており栄県を貫き、岷江水系に属する。これらの河川は、四川省南部で最終的には長江に注ぐ。
成都市・綿陽市に次ぐ都市であると同時にその歴史的な背景より国家歴史文化名城に指定されている。市内は恐竜やその他の脊椎動物の化石を含む地層と井戸の地下水から岩塩を採る特異な地質特徴が豊富であるから、「恐竜之郷」「千年塩都」の別名のほかに「自貢ユネスコ世界ジオパーク」に指定されている。

### 気候
| 自貢市 (1981−2010)の気候                       | 自貢市 (1981−2010)の気候 | 自貢市 (1981−2010)の気候 | 自貢市 (1981−2010)の気候 | 自貢市 (1981−2010)の気候 | 自貢市 (1981−2010)の気候 | 自貢市 (1981−2010)の気候 | 自貢市 (1981−2010)の気候 | 自貢市 (1981−2010)の気候 | 自貢市 (1981−2010)の気候 | 自貢市 (1981−2010)の気候 | 自貢市 (1981−2010)の気候 | 自貢市 (1981−2010)の気候 | 自貢市 (1981−2010)の気候 |
| 月                                             | 1月                      | 2月                      | 3月                      | 4月                      | 5月                      | 6月                      | 7月                      | 8月                      | 9月                      | 10月                     | 11月                     | 12月                     | 年                       |
| ---------------------------------------------- | ------------------------ | ------------------------ | ------------------------ | ------------------------ | ------------------------ | ------------------------ | ------------------------ | ------------------------ | ------------------------ | ------------------------ | ------------------------ | ------------------------ | ------------------------ |
| 最高気温記録 °C （°F）                         | 18.1 (64.6)              | 24.0 (75.2)              | 32.0 (89.6)              | 35.1 (95.2)              | 37.3 (99.1)              | 37.6 (99.7)              | 38.1 (100.6)             | 41.1 (106)               | 38.3 (100.9)             | 31.3 (88.3)              | 26.3 (79.3)              | 18.8 (65.8)              | 41.1 (106)               |
| 平均最高気温 °C （°F）                         | 10.1 (50.2)              | 12.8 (55)                | 17.5 (63.5)              | 23.1 (73.6)              | 27.3 (81.1)              | 28.7 (83.7)              | 31.2 (88.2)              | 31.2 (88.2)              | 26.7 (80.1)              | 21.1 (70)                | 16.9 (62.4)              | 11.3 (52.3)              | 21.49 (70.69)            |
| 日平均気温 °C （°F）                           | 7.6 (45.7)               | 9.8 (49.6)               | 13.7 (56.7)              | 18.6 (65.5)              | 22.7 (72.9)              | 24.6 (76.3)              | 26.9 (80.4)              | 26.7 (80.1)              | 23.0 (73.4)              | 18.2 (64.8)              | 14.0 (57.2)              | 8.9 (48)                 | 17.89 (64.22)            |
| 平均最低気温 °C （°F）                         | 5.7 (42.3)               | 7.6 (45.7)               | 10.9 (51.6)              | 15.3 (59.5)              | 19.3 (66.7)              | 21.6 (70.9)              | 23.8 (74.8)              | 23.6 (74.5)              | 20.5 (68.9)              | 16.2 (61.2)              | 11.9 (53.4)              | 7.2 (45)                 | 15.3 (59.54)             |
| 最低気温記録 °C （°F）                         | −1.2 (29.8)              | 0.6 (33.1)               | 0.8 (33.4)               | 6.6 (43.9)               | 10.4 (50.7)              | 15.3 (59.5)              | 18.5 (65.3)              | 17.6 (63.7)              | 14.4 (57.9)              | 5.5 (41.9)               | 2.5 (36.5)               | −1.8 (28.8)              | −1.8 (28.8)              |
| 降水量 mm （inch）                             | 12.7 (0.5)               | 18.5 (0.728)             | 31.1 (1.224)             | 62.4 (2.457)             | 95.7 (3.768)             | 176.5 (6.949)            | 204.9 (8.067)            | 180.9 (7.122)            | 113.0 (4.449)            | 52.9 (2.083)             | 28.0 (1.102)             | 13.0 (0.512)             | 989.6 (38.961)           |
| % 湿度                                         | 83                       | 80                       | 75                       | 74                       | 73                       | 80                       | 81                       | 80                       | 83                       | 85                       | 82                       | 83                       | 79.9                     |
| 出典：China Meteorological Data Service Center |                          |                          |                          |                          |                          |                          |                          |                          |                          |                          |                          |                          |                          |

## 歴史
自貢の歴史は古いが、「自貢」という地名は近代のものである。1939年、この地域にあった自流井と貢井という2つの古い町が合併して市となり、頭文字をとって「自貢」という名になった。この2つの町の地名は、今も自流井区と貢井区という市轄区の名に残っている。どちらも塩水を採る井戸にちなんだ地名であり、製塩業で栄え、豊かな塩商人の活躍する町であった。
自貢では深い井戸を掘って濃い塩分を含んだ地下水をくみ上げ、乾燥させて塩を取り出す製塩業が古代から盛んであった。こうした塩は「井塩」と呼ばれ、塩分の補給や野菜などの食物の保存のために飛ぶように売れた。近代に入り西洋の製塩技術が導入され、海の塩や岩塩が輸入されるようになり、1930年代を最後に製塩は下火になった。しかし古来の製法の製塩井戸は今も残り、四川の井塩は味のよさから最上級の塩として珍重されている。
「塩都」と称される自貢において、井塩の生産は後漢の頃にはすでに行われ、富裕な塩商人による繁栄は清末および中華民国初期まで続いた。
明末期から清の初期にかけ、自貢のある四川の地は、張献忠による反乱と住民に対する殺戮、清軍と張献忠軍との戦い、南明と清の戦い、三藩の乱などの戦乱が30年以上にわたり続き、荒廃が進んだ。人口の激減した四川には華北のほか、湖北省・湖南省・広東省などからの移民数百万人が流入したが（湖広填四川）、さらに順治帝の五年には疫病、干ばつ、大飢饉が起こった。自貢の城内外には虎が出没して人を襲い、特に現在の富順県の街は虎や豹が跋扈し人の姿が見えないほどとなった。
自貢に属する栄県は、中華民国や中華人民共和国の重要な指導者であった呉玉章の生地であり、近代革命の最初の震源地でもあった。栄県は旧王朝体制下で独立を宣言している。1911年に中国に帰国した呉玉章も四川に赴き、粤漢鉄道の国有化に反対する「保路運動」を指導し栄県独立を画策し、辛亥革命に向けての反政府運動のきっかけとなった。また発足間もない中華民国にとって、塩の専売化による大きな収入は、外国からの借り入れの際の担保として重要であったが、当時の中国で最もよい塩は四川の塩であり、四川の中でも自貢の井塩が最高品質の塩であった。
1939年8月、四川省政府は主要な製塩地帯であった富順県第五区及び栄県第二区を統合し新に自貢市の設立を決定、9月1日に正式に成立した。当時は日中戦争が激化していた時期であるため、市成立直後の10月10日から1941年8月19日にかけての2年間、日本軍は7度にわたり自貢を空襲した。この間、自貢は大きな被害を受けたが、自貢に設置された高射砲が日本軍の爆撃機に対抗した。日中戦争では日本軍の爆撃を受け被害の大きかった都市でもある。また国民党軍の記録によれば、日中戦争を戦うための寄付金が最も多く寄せられた都市でもある。市内を流れる釜渓河の北岸にある「還我河山」の文字は、自貢の富裕な商人から戦費の寄付を受け取ったことをきっかけに、国民党軍の著名な軍人である馮玉祥が親筆をしたものである。
1950年代に鉄道が通り、1970年代末から新市街の近代化が始まり、1990年代に入り近代化の勢いが加速した。旧市街はかつての「塩の都」であり、今も工業と農業が営まれる。一方、新市街は中国各地からの観光客のための施設が多い観光の町である。

## 行政区画
4市轄区・2県を管轄下に置く。
- 市轄区：
  - 自流井区・貢井区・大安区・沿灘区
- 県：
  - 栄県・富順県

| 自貢市の地図                              |
| ----------------------------------------- |
| 自流井区 貢井区 大安区 沿灘区 栄県 富順県 |

### 年表
この節の出典

#### 川南行署区自貢市
- 1949年10月1日 - 中華人民共和国川南行署区自貢市が発足。一区から五区までの区が成立。(5区)
- 1952年8月7日 - 四川省の成立により、四川省自貢市となる。

#### 四川省自貢市
- 1953年1月7日 - 一区が自流井区に、二区が貢井区に、三区が大文堡区にそれぞれ改称。(5区)
- 1953年6月3日 - 四区・五区および大文堡区の一部が合併し、郊区が発足。(4区)
- 1954年7月27日 - 大文堡区の一部が内江専区威遠県に編入。(4区)
- 1954年11月3日 - 瀘州専区富順県の一部が郊区に編入。(4区)
- 1955年8月20日 - 大文堡区が大安区に改称。(4区)
- 1956年12月7日 - 大安区が自流井区に編入。(3区)
- 1959年8月28日 - 瀘州専区富順県、宜賓専区宜賓県、内江専区栄県の各一部が郊区に編入。(3区)
- 1961年7月3日 - 自流井区の一部が分立し、大安区が発足。(4区)
- 1971年6月19日 - 内江地区栄県の一部が貢井区に編入。(4区)
- 1979年11月16日 (4区1県)
  - 内江地区栄県を編入。
  - 宜賓地区富順県の一部が大安区に編入。
- 1983年1月31日 - 郊区が沿灘区に改称。(4区1県)
- 1983年3月3日 - 宜賓地区富順県を編入。(4区2県)
- 1986年3月5日 - 宜賓地区宜賓県の一部が富順県に編入。(4区2県)
- 2005年6月15日 (4区2県)
  - 大安区・沿灘区・貢井区の各一部が自流井区に編入。
  - 栄県の一部が貢井区に編入。
  - 富順県の一部が大安区・沿灘区に分割編入。

## 教育
- 自貢で有名な高等教育機関は理科系大学の四川理工学院である。前身は華東化工学院（現在の華東理工大学）であり1965年に戦争に備えて内陸部に移転したが、1983年に四川化工学院、後に四川軽化工学院となった。2004年、自貢師範高等専科学校と自貢教育学院と合併して現在の四川理工学院となった。周辺にはハイテク工業団地も建設されている。

- 1918年にカナダのキリスト教会によって設立された看護学校が前身の四川衛生康復職業学院（中国語版）がある。数度の校名変更を経たが、2012年2月四川省人民政府の承認を受けた現在の公立大学となった。

## 名所・旧跡・観光スポット
- 自貢恐竜博物館
- 自貢市塩業歷史博物館（西秦会館）
- 自貢彩燈博物館
- 栄県大仏
- 富順文廟

などが自貢を代表する見どころである。

### 恐竜のふるさと

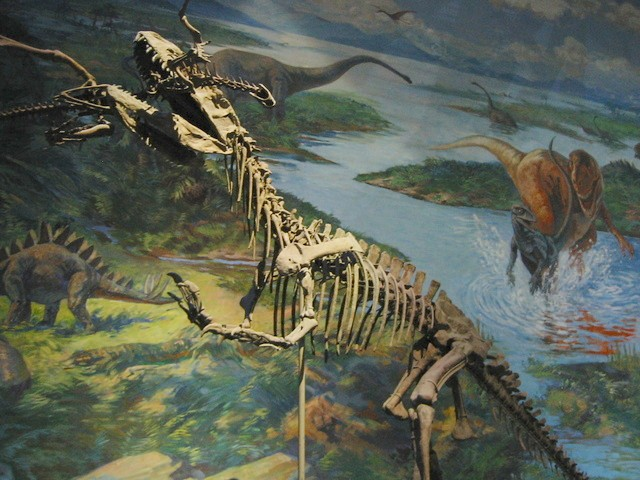
自貢恐龍博物館の展示風景（ヤンチュアノサウルス）

自貢の「大山鋪恐龍化石群遺跡」は、中国で見つかった中でも最大級の恐竜化石群であり、面積は17,000平方mあまりに達する。1980年代、自貢市街地の西7kmにある大山鋪地区で大きな化石が発見され、そのうちのジュラ紀中期の竜脚下目に属する新発見の恐竜には、大山鋪（Dashanpu、ダーシャンプー）の名をとって Dashanpusaurus （大山鋪龍）と名づけられた。保存状態がよく興味深い化石が発見されるため、この地は世界の恐竜学者の関心を引いた。1987年にはアジアでも最初の恐竜博物館である自貢恐竜博物館が大山鋪に設立された。
現在も大山鋪での発掘は続いており、恐竜や進化の歴史の解明に寄与している。これまで発見された恐竜には、オメイサウルス（Omeisaurus）、ギガントスピノサウルス（Gigantspinosaurus）、ヤンチュアノサウルス（Yangchuanosaurus hepingensis）、ファヤンゴサウルス（Huayangosaurus）、シャオサウルス（Xiaosaurus）などがある。

### 燈会
自貢の燈会（ランタンフェスティバル）は唐代より続き中国国内でも伝統がよく保存されているもののひとつであり、北京や上海、香港、中国各地、東南アジアなどで近年行われるようになったランタンフェスティバルの原型でもある。年一度、農暦の正月（元宵節）の開始と同時に行われ、普段は静かな自貢に中国国内外からの観客が多数集まる。

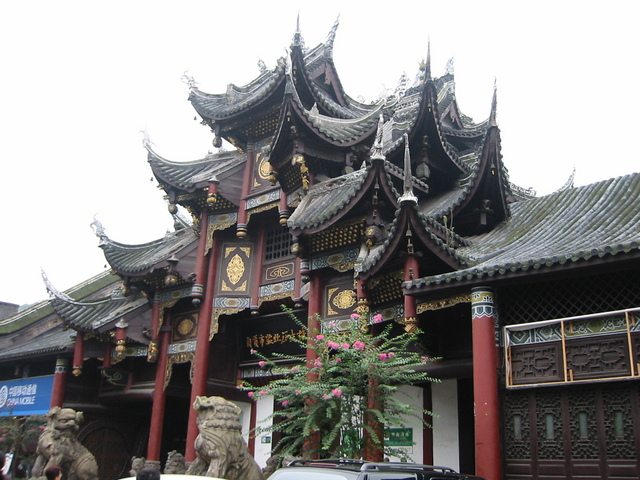
塩業歴史博物館。武聖宮（関帝廟）の中にあり、塩商の同郷会館・西秦会館も併設されている

### その他の観光地
その他の観光地には次のようなものがある。
三多寨
自貢市大安区三多寨の地勢険要な鎮牛口山に、清の咸豊九年（1859年）に建設された、川南地区でもっとも堅固な城塞。
栄県大仏
栄県の県城郊外の大仏山（海抜414m、別名・真如岩）の断崖に刻まれた高さ36.67mの如来坐仏。
富順文廟
曲阜の孔廟にならって建設された。中国でも唯一の裸の孔子像がある。
燊海井
大安区の阮家壩山（海抜341.4m）にある、清代の道光十五年（1835年）から3年かけて掘られた深さ1,001.42mの井戸。世界で初めて深さ1,000m以上まで掘った穴である。かつて毎日約14立方mの塩水と毎日4,800-8,000立方mの天然ガスを自噴した。
仙市古鎮
1400年以上の歴史を持つ古い町。釜渓河沿いの塩商人の使った重要な埠頭で、建築は古い風情を残し、寺廟や祠堂も多い。
釜渓河の夜景
日が落ちると、河畔の両岸には明かりがともり、遊覧船も出る。遊覧船では軽食や茶も出る。
会館文化
四川における商人や職人の会館文化が自貢の釜溪河沿いの古い町に残る。老城区の解放路にある、武聖宮（関帝廟）の中にある西秦会館は、清朝の乾隆年間初期に陝西籍の塩商人が造った同郷会館で、塩業歴史博物館を併設する。釜渓河の水深が深く、流れが急になる所に水運の安全祈願のために作られた中区の王爺廟には、運輸商人が塩商人と交渉した運商会館があり、廟の中に大路が通る構造や、川劇の舞台などの特徴がある。自貢市区の中華路にある桓侯宮（張飛廟、張爺廟）には、屠畜業者らが神を祀り、商人の利益保護や重大事項の決議を行った屠沽工人会館がある。
その他
革命関係の遺跡としては呉玉章の故居がある。また、塩業歴史博物館、中国彩燈博物館などの博物館もある。
城市公園
- 南湖エコパーク
- 龍湖公園
- 臥龍湖湿地公園
- 釜渓複合緑道公園
- 西山植物園（自貢市植物園）

## 交通
- 鉄道
  - 内昆線
  - 川南都市間快速鉄道（計画中）
  - 新成昆高速鉄道（計画中）

- 高速道路
  - 内宜高速道路（G85）
  - 成自瀘高速道路（S4）
  - 楽自高速道路（S66）
  - 自隆高速道路（S66）
  - 内威栄高速道路（S20）
  - 自貢繞城高速道路（S85、S66）

## 健康・医療・衛生
- 自貢市第四人民医院、自流井区中医院、自貢市第三人民医院、自貢市精神衛生中心（自貢市第五人民医院）、自貢市第一人民医院、
- 自貢市第二人民医院、自貢市婦幼保健院、沿灘区人民医院、栄県人民医院、富順県人民医院

## 姉妹都市
- 三笠市（日本）
- 固城郡（韓国）